# 陳文顯 (明朝)
陳文顯（1605年？—1686年？），字微之，號玉琅，直隸安慶府太湖縣人，明朝、南明政治人物。

## 生平
崇禎六年（1633年）陳文顯舉癸酉科應天府鄉試，崇禎七年（1634年）聯登進士，本年六月獲授江西南城知縣，嚴懲當地犯法的明朝宗室。十年考察，降为黄州府经历，十四年升任廣東雷州推官，多次平反冤獄。崇禎末，改工部都水主事，赴任途中，得知京師失陷。弘光時，累陞郎中。弘光元年（1645年），南京失守，陳文顯隱居，年方四十，不接受清朝起用。卒年八十二歲。

## 引用
1. 1 2  錢海岳《南明史·卷三十一·列傳第七》：（陳）文顯，字微之，太湖人。崇禎七年進士。授南城知縣。宗藩犯法不少貸。
2. ↑  《崇祯七年甲戌进士三代履历》：陈文显，曾祖希智，祖梅，父一书，乡宾。玉琅，易一房，庚戌年四月初四日生，太湖人，癸酉六十五，会二百五十二名，三甲六十五名，刑部政，授南城知县，丁丑考察，庚辰降黄州府经历，辛巳升雷州府推官。
3. ↑  錢海岳《南明史·卷三十一·列傳第七》：遷雷州推官，治獄多平反。轉都水主事。道聞北變歸，累陞郎中。南京亡隱；年甫四十，清薦不起。卒年八十二。